# Ich will
Az Ich will (németül „Én akarom”) a Rammstein Mutter című albumáról kimásolt kislemeze.
A dal videóklipjét 2001. szeptember 9-én – 2 nappal a szeptember 11-ei terrortámadások előtt – forgatták és terroristákat alakítottak benne. Ezért a klipet sok helyen betiltották.

## Számlista
Német kiadás (zöld borító)
1. Ich will
2. Ich will (Koncertfelvétel)
3. Ich will (Westbam Mix)
4. Ich will (Paul van Dyk Mix)
5. Pet Sematary (Koncertfelvétel, Ramones-feldolgozás)
6. Ich will (Videóklip)

Brit kiadás, 1. rész (vörös borító)
1. Ich will (Rádióverzió)
2. Links 2 3 4 (Clawfinger Geradeaus Remix)
3. Du hast (Jacob Hellner remixe)
4. Ich will (Videóklip)

Brit kiadás, 2. rész (zöld borító)
1. Ich will (Rádióverzió)
2. Halleluja
3. Stripped (Charlie Clouser Heavy Mental Mix-e)

Brit kiadás, 3. rész (DVD) (narancssárga borító)
1. Ich will (Rádióverzió)
2. Ich will (Élőfelvétel)
3. 4 x 30 másodperc, részletek

- Bück dich
- Rammstein
- Wollt ihr das Bett in Flammen sehen?
- Asche zu Asche

1. Fotógaléria
2. 2 audiofelvétel

- Feuerräder (1994-es demófelvétel)
- Rammstein (Élő)